# Puszkinia cebulicowata
Puszkinia cebulicowata (Puschkinia scilloides) – gatunek roślin z rodziny szparagowatych. Została odkryta przez Rosjanina Apołłosa Musin-Puszkina w czasie badania przez niego Kaukazu, gdzie rośnie na górskich łąkach. Jest gatunkiem kwitnącym wczesną wiosną. Jest uprawiana jako ozdobna z powodu biało-niebieskich kwiatów.